# San Antonio Zoyatzingo
San Antonio Zoyatzingo, eller bara Zoyatzingo, är en ort i Mexiko, tillhörande kommunen Amecameca i den östra delen av delstaten Mexiko, i den centrala delen av landet. Orten hade 2 795 invånare vid folkräkningen 2010, och är det tredje största samhället i kommunen.
San Antonio Zoyatzingo ligger strax söder om kommunhuvudstaden Amecameca de Juárez.